# Dysmorphie

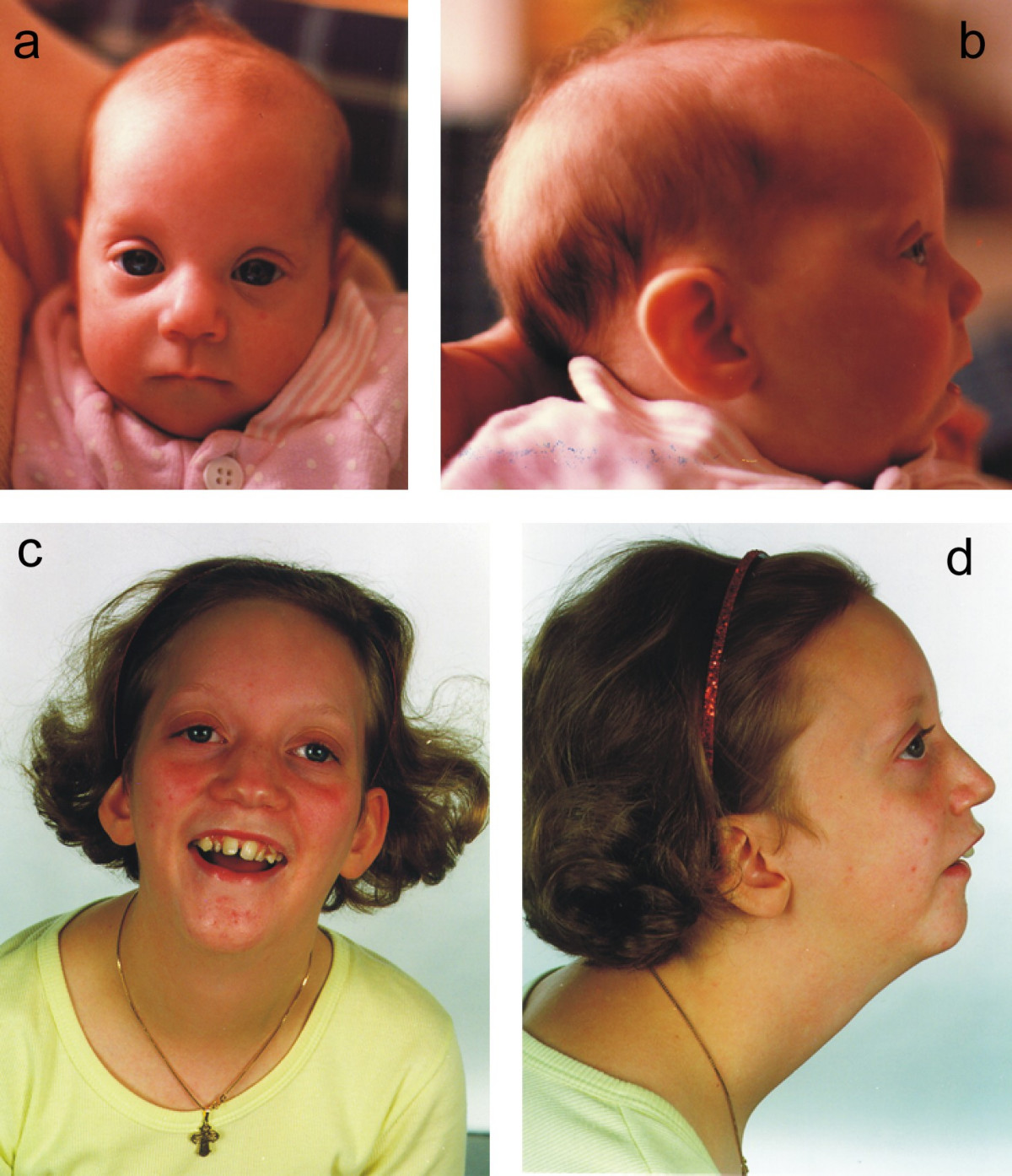
Dysmorphie cranio-faciale chez une jeune fille atteinte du syndrome de Pitt-Hopkins

Du grec ancien dys qui exprime une idée de difficulté, de mauvais état et morphe : «qui a la forme de», une dysmorphie est un terme médical qui désigne une anomalie de la forme d'un organe ou autre partie du corps (on parlera couramment d'une dysmorphie faciale).
Synonymes : 
- Dysmorphisme (en médecine uniquement. En psychologie, le dysmorphisme désigne plutôt le décalage pathologique entre la réalité et comment le sujet perçoit son corps.).
- Dysmorphose (quand elle touche une partie de l'organisme).
- Anomalie morphologique.
- Difformité (synonyme moins utilisé[réf. nécessaire]).

## Voir
- Dysmorphie musculaire
- Dysmorphophobie